# Маглакелидзе, Шалва
Шалва Николаевич Маглакелидзе (груз. შალვა ნიკოლოზის ძე მაღლაკელიძე, нем. Schalwa Maglakelidse; 1893, село Дихашхо, Кутаисский уезд, Кутаисская губерния — 1976, Тбилиси, Грузинская ССР) — грузинский юрист, коллаборационист, генерал-майор нацистской Германии.
Член правительства Грузинской республики, генерал-губернатор Тифлиса (1919—1920). Активный участник антисоветского движения, лидер грузинского эмигрантского движения. В годы Второй мировой войны — генерал-майор вермахта, куратор и идейный вдохновитель частей Грузинского легиона.

## Биография

### Ранние годы
Шалва (Салва) Маглакелидзе окончил гимназию в Кутаиси. Получил юридическое высшее образование в Берлинском университете, там же защитил диссертацию.
Участвовал в боевых действиях Первой мировой войны на стороне русской армии. Активно поддержал независимость Грузии в 1917 году.
В 1917—1918 годах являлся полномочным представителем Временного правительства, затем Правительства Грузии в Ахалцихе и Ахалкалаки, где активно противостоял мусульманскому сепаратизму. Сотрудничал с представителями немецкого экспедиционного корпуса, в частности, лично с Вернером фон Шуленбургом при подготовке грузино-германского договора (26 мая 1918 года, Батуми). Маглакелидзе подозревали в лоббировании младшего сына императора Вильгельма — принца Иоахима Прусского — как претендента на грузинский трон.
После вхождения Грузии в состав Советской России в 1921 году вынужден был вместе с женой-немкой и сыном эмигрировать.

### В эмиграции
Осев в 1923 году в Латвии, в 1929 году участвует в создании общества эмигрантов «Иверия» (позже «Кавказ»). В 1933 году грузинская диаспора вышла из «Кавказа» и создала «Грузинское общество в Латвии». Вместе с женой состоял в Латвийской СДРП. имел тесные контакты с грузинскими политическими центрами эмиграции во Франции и в 1934 году семья переезжает из Риги в Париж.

### Сотрудничество с нацистами
В 1938 году переезжает в Берлин, где развёртывает активную националистическую деятельность. Возобновляет контакты с Шуленбургом; совместно они лоббируют интересы грузинского принца, князя Ираклия Багратиона-Мухранского (1909—1977), как кандидата на грузинский трон. Маглакелидзе поддерживает идеи по созданию Кавказской конфедерации под турецким протекторатом.
Поступив на службу в вермахт, в 1942 году участвует в деятельности организаций «Белый Георгий» (1925—1945) и «Союз грузинских традиционалистов», набиравших своих членов как из числа эмигрантов, так и перебежчиков, военнопленных РККА. В том же году (в звании полковника) возглавляет на территории Польши (Крушна) агитаторскую и организаторскую деятельность по формированию частей Грузинского легиона. Один из батальонов был назван его именем (№ 795).
В октябре 1943 года он был отстранён от взаимодействий с легионом ввиду протестной позиции относительно использования грузинских солдат на западных направлениях. В чине генерал-майора в 1944 году входит в управление КОНР, за что резко критикуется представителями грузинского эмигрантского движения.

### После войны
После окончания войны проживал с семьёй в Италии, затем (с 1950) в ФРГ. Работал военным советником Канцлера ФРГ (1949—1952). Не оставляя усилий по объединению грузинской эмиграции, вместе с сыном участвует в создании «Союза грузинских воинов в изгнании» (создан в Мюнхене 26 января 1954).

### Похищение
В августе 1954 года был похищен в Мюнхене агентами КГБ и тайно вывезен в СССР. В ходе следствия «признал свои ошибки», назвав деятелей грузинской эмиграции агентами Великобритании и США. После короткого заключения был освобождён, проживал и работал юристом в Грузии под надзором КГБ, в отрыве от семьи.

### Публикации
- Vers la restauration du Royaume de Georgie // Tetri Giorgi, № 99 (1936).